# Izabela Muszalska-Kolos
Izabela Muszalska-Kolos – polska farmaceutka, wykładowczyni Uniwersytetu Medycznego im. Karola Marcinkowskiego w Poznaniu.

## Życiorys
Izabela Muszalska-Kolos w 1989 ukończyła studia farmaceutyczne na Akademii Medycznej w Poznaniu. W 1992 otrzymała dyplom I stopnia specjalizacji w zakresie analityki farmaceutycznej, a w 1994 II stopnia w zakresie analizy leków. W 1993 odbyła staż w Aptece w Ayron we Francji. W 1995 obroniła na Akademii Medycznej w Poznaniu napisaną pod kierunkiem Marianny Zając dysertację Kinetyka i mechanizm rozkładu urapidylu w roztworach wodnych, na podstawie której uzyskała stopień doktora nauk farmaceutycznych, dyscyplina farmacja, specjalność chemia farmaceutyczna. W 2011 habilitowała się w dyscyplinie nauk farmaceutycznych, specjalność analiza leków, przedstawiwszy dzieło Ocena trwałości, aktywnych przeciwbólowo, pochodnych pirolo[3,4-c]pirydyno-1,3(2H)-dionu. W 2023 otrzymała tytuł profesora nauk medycznych i nauk o zdrowiu.
Od 1989 zawodowo związana z Katedrą i Zakładem Chemii Farmaceutycznej Wydziału Farmaceutycznego Uniwersytetu Medycznego w Poznaniu.
Członkini poznańskiego oddziału Polskiego Towarzystwa Farmaceutycznego.
W 2014 „za zasługi w działalności na rzecz ochrony zdrowia” została odznaczona Srebrnym Krzyżem Zasługi.